# Église Saint-Paul de Pesmes
Pour les articles homonymes, voir Église Saint-Paul.
L'église Saint-Paul, aussi dite « de Tombe », est un ancien lieu de culte catholique, situé au lieu-dit de l'Ermitage, à Pesmes (Haute-Saône), en France.

Fondé à une date inconnue, l'édifice est successivement l'église paroissiale du village, la chapelle d'une maladrerie bénédictine, celle d'un ermitage, et une habitation.

## Histoire
- 1160 : l'église perd son caractère paroissial et devient la chapelle de la maladrerie bénédictine, installée à proximité.
- 1464 : reconstruction de la chapelle.
- XVIe siècle : la maladrerie est abandonnée par les bénédictins et devient un ermitage.
- 1708 : réparation de la chapelle.
- années 1740 : agrandissement de l'ensemble.
- 1769 : expulsion des ermites et démolition de l'ermitage, sur décision municipale ; seule, subsiste la chapelle.
- années 1790 : vente de la chapelle comme bien national et transformation en habitation.

## Protection
Il fait l'objet d'une inscription à l'Inventaire général du patrimoine culturel, depuis le début des années 1980.

## Description générale
L'aspect actuel de l'édifice est celui d'une habitation commune.
  
Il est construit selon un plan rectangulaire, avec un étage.
  
Le gros œuvre est fait de pierre calcaire et de moellons enduits, et est percé de fenêtres.
 
La toiture, à long pans, avec croupe, demi-croupe, pignon couvert et noue, est faite de tuiles plates et d'autres mécaniques.
 
Un escalier de distribution se situe à l'entrée.